# Brygida Grysiak
Brygida Grysiak (ur. 18 lipca 1979 w Krakowie) – polska dziennikarka telewizyjna, wiceredaktor naczelna TVN24.

## Kariera
Absolwentka Wydziału Zarządzania i Komunikacji Społecznej Uniwersytetu Jagiellońskiego.
Współpracowała z „Gazetą Krakowską”, niezależnym kwartalnikiem kulturalnym „Alter Ego”, Radiem Kraków oraz TVP2, gdzie prowadziła program edukacyjny Dzieci i ryby. 
Od 2001 do 2005 była reporterką TVN24 w Małopolsce, pracowała też w krakowskim oddziale Faktów jako researcher. Do lutego 2006 przygotowywała także materiały dla programu Dzień Dobry TVN. Była sejmową reporterką TVN24, prowadziła też tam serwisy informacyjne i inne programy. Od maja 2015 roku jest reporterką programu Czarno na białym. W 2020 roku została zastępcą redaktora naczelnego TVN24.
Jest autorką wywiadu-rzeki z księdzem Mieczysławem Mokrzyckim – Najbardziej lubił wtorki. Książka opowiada o nieznanych dotąd faktach z życia papieża Jana Pawła II. Jest też autorką książek: Miejsce dla każdego. Opowieść o świętości Jana Pawła II, Wybrałam życie i Kochają mnie do szaleństwa. Prawdziwa historia Jureczka.

## Życie prywatne
Od 2007 jest żoną byłego rzecznika prasowego rządu Kazimierza Marcinkiewicza, Konrada Ciesiołkiewicza. Wzięła udział w akcji na rzecz ruchu pro-life. Wraz z mężem została ambasadorem zorganizowanych w Krakowie Światowych Dni Młodzieży 2016.

## Nagrody i wyróżnienia
- Jest dwukrotną laureatką Nagrody Dziennikarzy Małopolski.
- W 2012 otrzymała brązowy medal im. Jana Pawła II za zasługi dla archidiecezji krakowskiej[5].
- 2017: Laureatka 16. edycji Nagrody „Ślad” im. biskupa Jana Chrapka, za "profesjonalizm i obiektywizm"[6][7].